# ブリヤート＝モンゴル国

ブリヤート＝モンゴル国
Буряад-Монгол улас
ᠪᠤᠷᠢᠠᠳ 
 ᠮᠣᠩᠭᠣᠯ 
 ᠪᠤᠯᠤᠰ

国歌: モンゴルの国歌

ブリヤート・モンゴル（露：Буряад-Монгол-улас）とは、ロシア内戦期に成立した共和国である。1917年の主な政府機関にオールブリヤート議会の決定に従って設立された。その後、1918年にソ連によって承認された。グリゴリー・セミョーノフによるザバイカル共和国に一部を事実上支配された。1921年に極東共和国とロシアに編入された。